# Бенедетти, Арриго
Арри́го Бенеде́тти (итал. Arrigo Benedeti), урождённый Джу́лио Бенеде́тти (итал. Giulio Benedetti; 10 июня 1910, Лукка — 26 октября 1976, Рим) — итальянский журналист и писатель.

## Биография
Родился в Лукке 10 июня 1910 года. С 1932 года публиковал рассказы в различных литературных журналах, получал небольшие награды и хвалебные отзывы. В 1937 году переехал в Рим, где получил работу редактора в журнале Omnibus Лео Лонганези — первом иллюстрированном журнале в Италии. В этот период своей жизни стал сторонником существовавшего в Италии на тот момент фашистского режима. С 1939 по 1942 годы совместно с Марио Паннунцио был со-главным редактором журналов Tutto и Oggi, последний из которых преобразовал в издание об искусстве и светской жизни с большим количеством иллюстраций. К 1942 году разочаровался в фашизме, с 1942 по 1945 годы принимал участие в вооружённом сопротивлении фашистскому режиму в Тоскано-Эмилианских Апеннинах.
После освобождения страны в 1945 году основал в Милане журнал L’Europeo, главным редактором которого оставался до 1954 года. В 1955 году ушёл из L’Europeo, переехал в Рим и основал журнал L’Espresso, которым руководил до 1963 года. В 1963 году вернулся в свой родной город Лукку, но продолжал вплоть до 1967 года вести в L’Espresso политическую рубрику Diario italiano (с итал. — «Итальянский дневник»), после этого вплоть до 1969 года вёл аналогичную колонку для миланского еженедельного журнала Panorama. В 1969 году переехал во Флоренцию, где занимался возобновлением впуска журнала Il Mondo, выход котого был прекращён в 1967 году. В 1970 году перенёс редакцию журнала в Милан, оставался его главным редактором вплоть до 1972 года. После ухода с поста главного редактора продолжал сотрудничать с Il Mondo, а также с ежедневной газетой Corriere della sera. В декабре 1975 года переехал в Рим, где принял на себя должность главного редактора ежедневной газеты Paese sera. Оставался на этой должности вплоть до своей смерти 26 октября 1976 года.

## Сочинения
Помимо своей журналистской деятельности, Арриго Бенедетти был автором нескольких литературных произведений:

### Сборники рассказов
- Tempo di guerra (1933)
- La figlia del capitano (1938)
- Misteri della città (1941, переработка 1949)
- Le donne fantastiche (1942)
- Una donna all’inferno (1945)
- Paura all’alba (1945)

### Романы
- Il passo dei Longobardi (1964)
- L’esplosione (1966)
- Il ballo angelico (1968)
- Gli occhi (1970)
- Rosso al vento (1974)
- Cos'è un figlio (посмертный, 1977)